# Плавание на летних Олимпийских играх 2024 — эстафета 4×200 метров вольным стилем (мужчины)
Соревнования по плаванию в эстафете 4×200 метров вольным стилем у мужчин на летних Олимпийских играх 2024 года прошли 30 июля в спортивном комплексе Пари-Ла-Дефанс Арена. В соревнованиях приняли участие 75 спортсменов, представлявших 16 команд.

## Призёры
| Золото                                                                                                  | Серебро                                                                                                 | Бронза |
| Великобритания · Джеймс Гай · Томас Дин · Мэттью Ричардс · Данкан Скотт · Джек Макмиллан · Киран Бёрд · | США · Люк Хобсон · Карсон Фостер · Дрю Киблер · Киран Смит · Брукс Карри · Блейк Пирони · Крис Джулиано | Австралия · Максимилиан Джулиани · Флинн Саутем · Элайджа Уиннингтон · Томас Нилл · Кай Тэйлор · Зак Инсерти · |

## Расписание
Время местное (UTC+1)
| Дата    | Время | Раунд                   |
| ------- | ----- | ----------------------- |
| 30 июля | 13:20 | Предварительные заплывы |
| 30 июля | 22:15 | Финал                   |

## Рекорды
До начала летних Олимпийских игр 2024 года мировой и олимпийский рекорды были следующими:
| Мировой рекорд     | США Майкл Фелпс Рики Беренс Дэвид Уолтерс Райан Лохте   | 6.58,55 | Рим   | 31 июля 2009    |
| Олимпийский рекорд | США Майкл Фелпс Райан Лохте Рики Беренс Питер Вандеркай | 6.58,56 | Пекин | 13 августа 2008 |

## Результаты

### Предварительные заплывы
В финал проходят 8 команд, показавших лучшее время, независимо от места, занятого в своём заплыве.
| Место | Заплыв | Дорожка | Страна           | Спортсмены | Время   | Примечания |
| ----- | ------ | ------- | ---------------- | --- | ------- | ---------- |
| 1     | 2      | 4       | Великобритания   | Джеймс Гай (1.45,04) Джек Макмиллан (1.45,68) Киран Бёрд (1.47,68) Томас Дин (1.46,71)                              | 7.05,11 | Q          |
| 2     | 1      | 4       | США              | Дрю Киблер (1.46.,3) Брукс Карри (1.45,96) Блейк Пирони (1.46,44) Крис Джулиано (1.46,74)                           | 7.05,57 | Q          |
| 3     | 1      | 3       | Франция          | Адриан Сальван (1.47,80) Виссам-Амазиг Йебба (1.46,04) Иан Ле Гоф (1.46,55) Роман Фукс (1.45,22)                    | 7.05,61 | Q          |
| 4     | 2      | 3       | Австралия        | Кай Тэйлор (1.47,60) Зак Инсерти (1.47,05) Флинн Саутэм (1.45,62) Томас Нилл (1.45,36)                              | 7.05,63 | Q          |
| 5     | 1      | 6       | Германия         | Лукас Мертенс (1.45,66) Рафаэль Мирослав(1.46,35) Йоша Сальхов (1.46,18) Тимо Соргиус (1.48,01)                     | 7.06,20 | Q          |
| 6     | 2      | 5       | Китай            | Цзи Синьцзе (1.46,59) Ню Гуаншэн (1.48,43) Фэй Ливэй (1.46,57) Чжан Чжаньшо (1.46,13)                               | 7.07,72 | Q          |
| 7     | 1      | 5       | Республика Корея | Ли Хо Чжун (1.46,53) Ли Ю Ён (1.47,58) Ким Ён Хён (1.48,26) Ким Ву Мин (1.45,59)                                    | 7.07,96 | Q          |
| 8     | 1      | 2       | Япония           | Тацуя Мураса (1.47,30) Кацухиро Мацумото (1.45,77) Хидэнари Мано (1.48,09) Коносукэ Янагимото (1.47,27)             | 7.08,43 | Q          |
| 8     | 1      | 7       | Израиль          | Денис Локтев (1.47,32) Бар Соловейчик (1.47,53) Эйтан Бен Шитрит (1.48,01) Галь Коэн Груми (1.45,57)                | 7.08,43 | Q, NR      |
| 10    | 2      | 6       | Италия           | Джованни Казерта (1.46,85) Алессандро Рагаини (1.48,08) Карлос д’Амброзио (1.47,24) Филиппо Мельи (1.46,46)         | 7.08,63 |            |
| 11    | 2      | 7       | Греция           | Димитриос Маркос (1.47,66) Константинос Энглезакис (1.46,71) Константинос Стаму (1.48,00) Андреас Вазайос (1.47,23) | 7.09,60 |            |
| 12    | 2      | 2       | Бразилия         | Мурило Сартори (1.48,56) Фернандо Шеффер (1.46,76) Эдуарду Оливейра де Мораес (1.48,53) Гильерме Коста (1.46,41)    | 7.10,26 |            |
| 13    | 1      | 1       | Испания          | Сесар Кастро] (1.46,84) Луис Домингес (1.46,82) Карлос Гарак Бенито (1.48,40) Ферран Хулия Тоус (1.49,56)           | 7.11,62 |            |
| 14    | 2      | 8       | Канада           | Патрик Хасси (1.47,83) Алекс Аксон (1.47,57) Джереми Бэгшоу (1.48,10) Лорн Уиггинтон (1.48,57)                      | 7.12,07 |            |
| 15    | 2      | 1       | Литва            | Томас Навиконис (1.47,08) Данас Рапшис (1.46,29) Томас Лукминас (1.47,30) Андрюс Шидлаускас (1.55,94)               | 7.16,61 |            |
| 16    | 1      | 8       | Швейцария        | Антонио Дьякович (1.47,97) Нильс Лисс (1.49,95) Жереми Депланш (1.49,24) Тьягу Бехар (1.50,90)                      | 7.18,06 |            |

### Финал
| Место | Дорожка | Страна           | Спортсмены                                                                                              | Время   | Примечания |
| ----- | ------- | ---------------- | --- | ------- | ---------- |
| 1     | 4       | Великобритания   | Джеймс Гай (1.45,09) Томас Дин (1.45,28) Мэттью Ричардс (1.45,11) Данкан Скотт (1.43,95)                | 6.59,43 |            |
| 2     | 5       | США              | Люк Хобсон (1.45,55) Карсон Фостер (1.45,31) Дрю Киблер (1.45,12) Киран Смит (1.44,80)                  | 7.00,78 |            |
| 3     | 6       | Австралия        | Максимилиан Джулиани (1.45,99) Флинн Саутэм (1.45,53) Элайджа Уиннингтон (1.45,19) Томас Нилл (1.45,27) | 7.01,98 |            |
| 4     | 7       | Китай            | Цзи Синьцзе (1.47,14) Фэй Ливэй (1.46,05) Пань Чжаньлэ (1.45,81) Чжан Чжаньшо (1.45,37)                 | 7.04,37 |            |
| 5     | 3       | Франция          | Виссам-Амазиг Йебба (1.46,72) Адриан Сальван (1.46,75) Иан Ле Гоф (1.45,63) Роман Фукс (1.45,70)        | 7.04,80 |            |
| 6     | 1       | Республика Корея | Ян Джэ Хун (1.49,84) Ли Хо Чжун (1.46,45) Ким Ву Мин (1.44,98) Хван Сон У (1.45,99)                     | 7.07,26 |            |
| 7     | 8       | Япония           | Тацуя Мураса (1.46,69) Кацухиро Мацумото (1.45,31) Хидэнари Мано (1.47,36) Коносукэ Янагимото (1.48,12) | 7.07,48 |            |
| 8     | 2       | Германия         | Лукас Мертенс (1.45,31) Рафаэль Мирослав (1.46,32) Тимо Соргиус (1.49,18) Йоша Сальхов (1.48,75)        | 7.09,56 |            |
| 9     | 0       | Израиль          | Денис Локтев (1.48,16) Галь Коэн Груми (1.46,25) Томер Франкель (1.47,71) Бар Соловейчик (1.48,10)      | 7.10,22 |            |